# Либертаријанска партија (Аустралија)
Либертаријанска партија (енгл. Libertarian Party) је либертаријанска политичка партија у Аустралији основана 2001. године.
Партија је раније била позната под називом Либерално-демократска партија, али је 2007. променила назив како би избегла оптужбе Либералне партије за крађу имена. Партија је и даље регистрована под старим називом на Аустралијској престоничкој територији.
Партија се први пут на савезним изборима појавила у новембру 2007. године.